# Batalha do Passo de Shipka
A Batalha de Shipka, Batalhas de Shipka ou Batalha do Passo de Shipka foi uma série de confrontos entre os exércitos do Império Russo e os insurgentes búlgaros, por um lado, e o Império Otomano, por outro. Ocorreu em 1877 e 1878, durante a Décima Guerra Russo-Turca, a qual resultou na criação de uma Bulgária autônoma dentro do Império Otomano.

## Antecedentes
Para vencer a Décima Guerra Russo-Turca, o exército do Império Russo decidiu, no verão de 1877, forçar a passagem dos Balcãs para não dar tempo ao exército do Império Otomano para se organizar a sul dele.
Na prática, trata-se de uma defesa da passagem montanhosa pela Cordilheira Balcânica, permitindo que o exército otomano do sul da Península Balcânica venha em seu socorro e se junte ao outro de Osmã Nuri Paxá, cercado em Cerco de Pleven. De acordo com o plano estratégico do comando militar otomano na guerra, o sucesso do plano permitiria ao Império Otomano expulsar o Império Russo dos Bálcãs e, assim, vencer a guerra. Isso não aconteceu precisamente graças à defesa heróica do passo do narodnoe Opolcheniye búlgaro e às guerras russas sob a bandeira histórica de Samara.

## Resultado
A defesa bem sucedida do passe permitiu ao Exército Imperial Russo em 1878 a caminho de Sofia descer à Trácia e Constantinopla para completar o seu sucesso com o Tratado de Santo Estêvão e, consequentemente, com a libertação da Bulgária.
Em 1934, em memória do acontecimento no topo foi inaugurado o memorial – Monumento da Liberdade.